# Sieseler Tunnel
Der Sieseler Tunnel ist ein als Kulturdenkmal geschützter, 95 Meter langer Eisenbahntunnel der  Ruhr-Sieg-Strecke der nordrhein-westfälischen Stadt Plettenberg, Ortsteil Siesel.
Charakteristisch für die wilhelminischen Epoche bis 1914 und daher stellvertretend für die zahlreichen Tunnelbauwerke der Ruhr-Sieg-Strecke im Lennetal sind die aus Werkstein hergestellten Tunnelportale des Sieseler Tunnels.